# Romain Guillemois
Romain Guillemois (Marmande, 28 de marzo de 1991) es un exciclista profesional francés.

## Palmarés
2013
- 1 etapa de los Boucles de la Mayenne